# Edgar Larrazábal
Edgar Larrazábal, est un scénariste, producteur, réalisateur, animateur et artiste de storyboard espagnol principalement connu pour son travail sur la série télévisée d'animation Bob l'éponge.

## Filmographie

### Producteur
- 1986 : Detrás de la noticia
- 2008 : The Sound of Silent Night

### Scénariste
- 1986 : Detrás de la noticia
- 1988 : El compromiso
- 2008 : The Sound of Silent Night

### Réalisateur
- 1986 : De mujer a mujer (assistant réalisateur)
- 2008 : Gabriel (10 épisodes, assistant réalisateur)
- 2008 : The Sound of Silent Night

### Animateur
- 1998 : Hé Arnold ! (2 épisodes)
- 1999 : Futurama (1 épisode)
- 1999-2001 : Bob l'éponge (12 épisodes)

### Artiste de storyboard
- 1991 : Les Razmoket
- 1996 : Hé Arnold !